# Ладожский Трудпосёлок
Ла́дожский Трудпосёлок — деревня в Рахьинском городском поселении Всеволожского района Ленинградской области.

## История
С марта 1917 года посёлок Ладожский Трудовой числился в Рябовской волости Шлиссельбургского уезда.
С января 1918 года — в Ладожско-поселковом сельсовете Ириновской волости.
С января 1921 года — в Ириновском сельсовете.
С 1923 года — посёлок городского типа.
С января 1924 года — в Вагановском сельсовете.

 
ЛАДОЖСКИЙ ТРУДОВОЙ — посёлок Вагановского сельсовета Ленинской волости, 34 хозяйства, 130 душ.
 
Из них: русских — 32 хозяйства, 122 души; немцев — 1 хозяйство, 3 души; эстов — 1 хозяйство, 5 душ. (1926 год)

Ладожский Трудпосёлок на карте 1931 года

Согласно топографической карте РККА 1931 года посёлок насчитывал 42 двора, на его восточной окраине находилась школа.

 
ЛАДОЖСКИЙ ТРУДОВОЙ — посёлок Вагановского сельсовета, 215 чел. (1939 год)

В 1940 году посёлок насчитывал 42 двора.
На картах впервые упоминается в 1940 году.
В 1958 году население деревни составляло 185 человек.
По данным 1966, 1973 и 1990 годов деревня Ладожский Трудпосёлок входила в состав Вагановского сельсовета.
В 1997 году в деревне проживал 121 человек, в 2002 году — 96 человек (русских — 97%), в 2007 году — 109.

## География
Находится в восточной части района на автодороге А120 (Санкт-Петербургское северное полукольцо, бывшая 41А-189 «Магистральная» (Р21 — Васкелово — А121 — А181)) в месте примыкания к ней автодороги 41К-204 (Спецподъезд к дер. Ваганово).
Расстояние до административного центра поселения 12 км.
Расстояние до ближайшей железнодорожной платформы Ваганово — 8 км.

## Демография
| 2007 | 2010 | 2017 |
| ---- | ---- | ---- |
| 109  | ↘101 | ↗140 |

Национальный состав
Согласно данным Всероссийской переписи населения 2021 года в деревне проживали 36 человек, из них:
 русские — 25, таджики — 1, другие национальности — 4 человека, остальные национальность не указали.

## Инфраструктура
На территории промзоны ЖБИ строится частный индустриальный парк «Ладожский» площадью 10,2 га.
В деревне расположена воинская часть.
Ранее от платформы Ваганово к деревне вели подъездные железнодорожные пути.

## Улицы
Козлова дача, Пересыпная, Шампаладиева дача.